# Chris Dahlgren
Chris Dahlgren (* 1961 in New York City) ist ein US-amerikanischer Jazzbassist.
Dahlgren, der in Denver aufwuchs, spielte als Kind Cello, bevor er zum Bass wechselte. Er studierte bis 1986 am Musikkonservatorium der University of Cincinnati Jazz und bis 2003 Komposition und experimentelle Musik an der Wesleyan University bei Anthony Braxton, Alvin Lucier und Christian Wolff. Außerdem nahm er Kompositionsunterricht bei La Monte Young und Kontrabassunterricht bei Dave Holland, Barry Green und François Rabbath.
Er trat dann als Sideman mit Musikern wie Joe Lovano, Charles Tolliver, Red Rodney, Tricia Woods und Herb Ellis auf und tourte mit der Folk-Rock-Gruppe Over the Rhine. 1996 erschien sein Debütalbum Slow Commotion. Seit 1998 ist er Mitglied des Jazz Mandolin Project. In seiner Gruppe Lexicon spielten Gebhard Ullmann, Antonis Anissegos und Eric Schaefer.
Seit 2003 unterrichtet er Ensemblespiel an der Hochschule für Musik „Hanns Eisler“ Berlin.

## Diskographie
- Billy Larkin und Chris Dahlgren: Ekimi, 1987
- Ekimi: The Next Noel, 1991
- Ekimi: Road of Miles, 1992
- Over the Rhine: Eve, 1994
- Lily White Group: No Pork, Long Line, 1996
- Peter Epstein: Staring at the Sun, 1996
- Slow Commotion mit Ben Monder, Tim Ries, und Kenny Wollesen, 1996
- Resonance Impeders mit Briggan Krauss und Jay Rosen, 1998
- Peter Epstein Quartet: Te Invisible, 1999
- Mark Whitecage: Research on the Edge, 1999
- Best Intentions mit Bob Brown, Peter Epstein, Satoshi Takeishi, 2000
- Jazz Mandolin Project: Xenoblast, 2000
- Hans Tammen/Alfred Harth/Chris Dahlgren/Jay Rosen Expedition. Live at the Knitting Factory, 2001
- Johnny La Marama mit Kalle Kalima und Eric Schaefer, 2003
- Gebhard Ullmann/Art Lande/Chris Dahlgren Die blaue Nixe, 2003/4
- Anthony Braxton Quintet Live at the Royal Festival Hall mit Mary Halvorson, Taylor Ho Bynum, Satoshi Takeishi (2005)
- Chris Dahlgren & Lexicon: Mystic Maze (Jazzwerkstatt, 2011)
- Olaf Rupp / Chris Dahlgren Stralau (2013)
- Dhalgren (Boomslang 2017, mit Gebhard Ullmann, Almut Kühne u. a.)
- Dhalgren Songs from a Dystopian Utopia (Boomslang 2021, mit Evi Filippou, Arne Braun, Sidney Werner, Alfred Vogel)